# 렉 로저스
레지 로저스(Reg Rogers, 영어 발음: /rɛdʒ/, 1964년 12월 23일 ~ )는 미국의 배우이다.
로스앤젤레스에서 태어났다.

## 출연 작품
- 두 남자의 하늘 (2015년)
- 라스트 타임 위 첵트 (2012년)
- 나의 인생 나의 기타 (2008년)
- 러브리 바이 서프라이즈 (2007년)
- 셧 업 앤 싱 (2006년) - 리차드 역
- 애널라이즈 댓 (2002년)
- 검투사 아틸라 (2001년)
- 아일 테이크 유 데어 (1999년) - 빌 역
- 런어웨이 브라이드 (1999년) - 조지 벅 가이 역
- 폭력의 종말 (1997년)
- 나는 앤디 워홀을 쏘았다 (1996년)
- 프라이멀 피어 (1996년)

### 텔레비전
- 프렌즈 (1994년)
- 법과 질서 (1990년)
- 에드 (2000년)